# 嵐之真
嵐之 真（あらしの しん 、7月25日 - ）は、宝塚歌劇団宙組に所属する男役。
大阪府大阪市、城星学園高校出身。身長176cm。愛称は「やまゆ」。

## 来歴
2016年4月、宝塚音楽学校入学。
2018年4月、宝塚歌劇団に104期生として入団。入団時の成績は14番。星組宝塚大劇場公演『ANOTHER WORLD／Killer Rouge』で初舞台。その後宙組に配属。

## 主な舞台

### 初舞台公演
- 2018年4月～6月、 『ANOTHER WORLD／Killer Rouge』（宝塚大劇場のみ）

### 宙組配属後
- 2018年10月～12月、『白鷺の城／異人たちのルネサンス』
- 2019年2月～3月、『黒い瞳／VIVA! FESTA! in HAKATA』（博多座）
- 2019年5月〜7月、『オーシャンズ11』新人公演：ディック（本役：真名瀬みら）
- 2025年6 - 7月、『ZORRO THE MUSICAL』（東急シアターオーブ） - ゴンザレス／セルヒオ
- 2025年9 - 2026年1月、『PRINCE OF LEGEND／BAYSIDE STAR』 - ブリリアント・マーベラス／勇